# Меченые атомы
Меченые атомы (изотопные индикаторы) — изотопы, по своим свойствам (радиоактивности, атомной массе) отличающиеся от других изотопов данного элемента, которые добавляют к химическому соединению или смеси, где находится исследуемый элемент. Поведение меченых атомов характеризует поведение элемента в исследуемом процессе. В качестве меченых атомов используют как стабильные (устойчивые) изотопы, так и радиоактивные (неустойчивые) изотопы. Для регистрации радиоактивных меченых атомов применяют счетчики, ионизационные камеры; нерадиоактивные изотопы регистрируют с помощью масс-спектрографов.

## Исследования в СССР
Применение изотопов кислорода для исследования различных процессов — метод «меченых атомов» — с 1945 г. разрабатывала в НИИ-9 — ВНИИНМ — советский химик Сусанна Михайловна Карпачёва. Эти работы легли в основу её докторской диссертации, защищённой в 1950 году.
Известный советский биохимик Г. Е. Владимиров (1901—1960) одним из первых применил радиоактивные изотопы (меченые соединения) для изучения обменных процессов в нервной и мышечной тканях. Метод меченых атомов применяют в химии, биологии, медицине, металлургии. Они позволяют проследить круговорот какого-либо элемента в природе, в процессе обмена веществ в организме, в химических реакциях, в производственных процессах.